# درودگران
دُرودگران روستایی است از توابع شهرستان بروجرد در استان لرستان. این روستا در دهستان دره‌صیدی در بخش مرکزی این شهرستان قرار دارد. نام روستا اشاره به حرفه درودگری یا نجّاری دارد. این روستا در همجواری سد کلان قراردارد. این روستا آخرین نقطه مرزی بین دو استان لرستان و همدان می‌باشد.

## جمعیت
بنابر سرشماری مرکز آمار ایران، جمعیت درودگران در سال ۱۳۹۵ برابر با ۸۸ نفر بوده‌است که از این میان ۴۲ نفر مرد و بقیه زن بوده‌اند. این روستا ۳۳ خانوار دارد.

## معنی لغوی
درودگران جمع درودگر است که به معنی نجار یا کسی که با چوب کار می‌کند می‌باشد. 